# Montes Claros
Montes Claros je grad u Brazilu u saveznoj državi Minas Gerais.

## Stanovništvo
Prema procjeni iz 2007. u gradu je živjelo 352.384 stanovnika.
| 1991.   | 2000.   |
| ------- | ------- |
| 250.062 | 306.947 |

## Galerija
- Praça da Matriz
- Praça da Matriz
- Montes Claros
- Montes Claros
- Farma u Montes Clarosu

## Vanjske poveznice
- Službena stranica grada  Arhivirana inačica izvorne stranice od 6. listopada 2012. (Wayback Machine)